# Prigionieri in fondo al mare
Prigionieri in fondo al mare (Trapped Beneath the Sea) è un film televisivo statunitense del 1974 diretto da William A. Graham. 
La sceneggiatura riguarda quattro uomini intrappolati in un mini-sottomarino nelle acque al largo della costa della Florida. Paul Michael Glaser, Joshua Bryant, Cliff Potts e Roger Kern li interpretano, mentre Lee J. Cobb e Martin Balsam sono tra quelli che cercano di salvarli. La pellicola andò in onda su ABC Movie of the Week il 22 ottobre 1974.